# Platycoelia intermedia
Platycoelia intermedia är en skalbaggsart som beskrevs av Ohaus 1925. Platycoelia intermedia ingår i släktet Platycoelia och familjen Rutelidae. Inga underarter finns listade i Catalogue of Life.